# Taenioides buchanani
Taenioides buchanani är en fiskart som först beskrevs av Day, 1873.  Taenioides buchanani ingår i släktet Taenioides och familjen smörbultsfiskar. Inga underarter finns listade i Catalogue of Life.